# ジャン＝ヴァンサン・プラセ
ジャン＝ヴァンサン・プラセ（Jean-Vincent Placé、1968年 - ）は、フランスの政治家・元老院議員。ヨーロッパ・エコロジー＝緑の党所属。2012年1月から元老院のヨーロッパ・エコロジー＝緑の党（略称EELV）所属議員連盟長を務める。

## 経歴

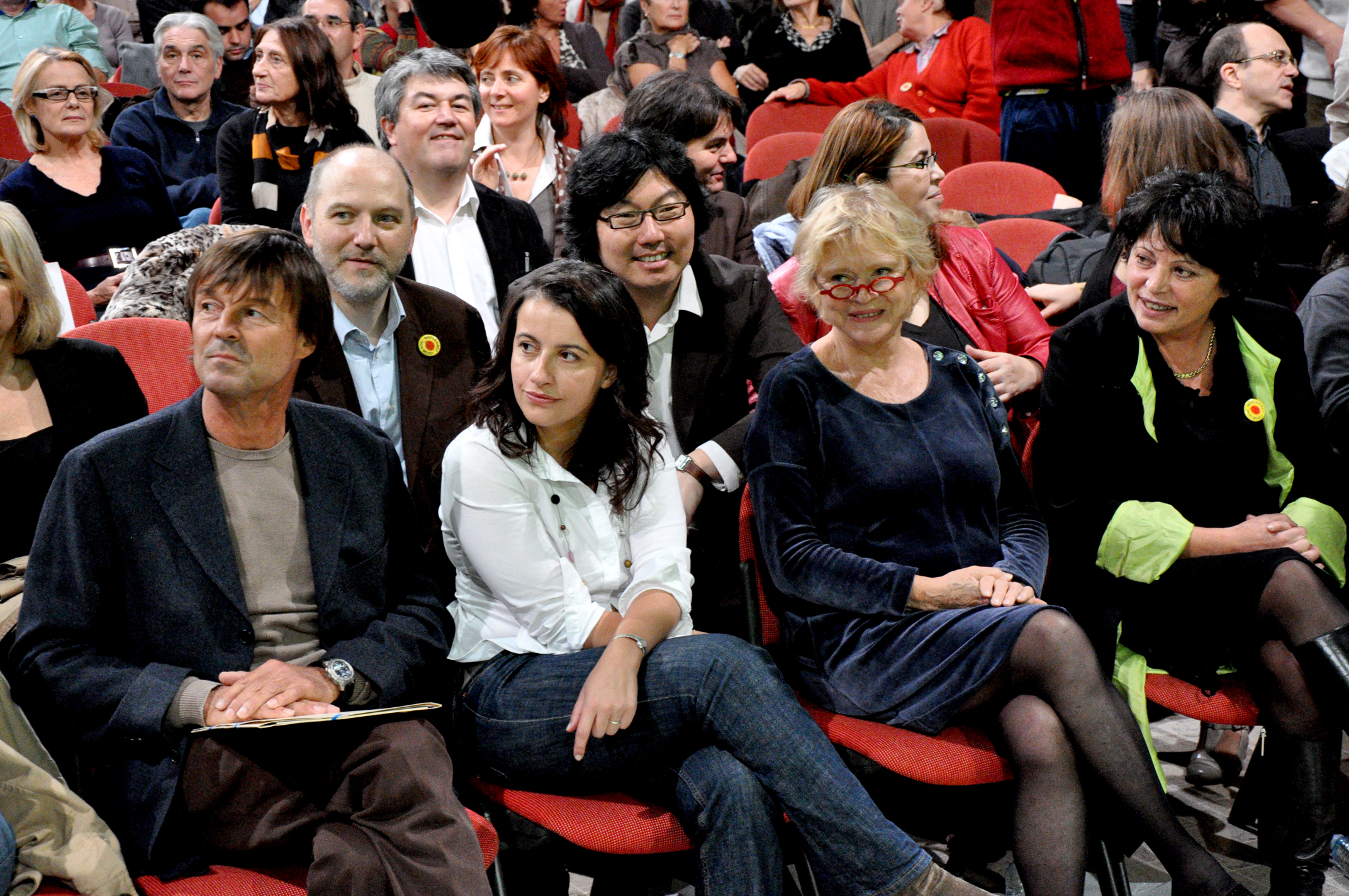
環境運動家のニコラ・ユロ、ヨーロッパ・エコロジー＝緑の党全国書記のセシル・デュフロ、欧州議会議員のエヴァ・ジョリ、ミシェル・リヴァジらと（2010年11月13日）

韓国・ソウルに生まれ、1975年の7歳の時にフランス人養父母と養子縁組して渡仏、1977年にフランスに帰化した。社会党所属のフルール・ペルランとともに、血統的には韓国にルーツを持つもののフランス人家庭で育った政治家の一人である。
EELV所属議員であるエヴァ・サスと交際し、2013年に女児をもうけたが、別れている。
2016年2月11日、フランソワ・オランド仏大統領から国家改革長官に任命された。エマニュエル・マクロン大統領就任直前まで担当した。
2018年4月5日午後2時15分頃にパリ市内のディスコで酒に酔って女性にダンスに誘ったが拒絶されると侮蔑発言をし、店から出ていくように求めたアフリカ系の従業員に「ここは北アフリカではない」「アフリカに送ってやるよ」と人種差別を大声でした。通報を受けて駆けつけた警察官にも侮辱した。その後、逮捕されて警察署に連行され、人種差別と公務執行妨害の捜査を受けている。